# Elaphoglossum rubicundum
Elaphoglossum rubicundum är en träjonväxtart som först beskrevs av Pohl, och fick sitt nu gällande namn av Arthur Hugh Garfit Alston. Elaphoglossum rubicundum ingår i släktet Elaphoglossum och familjen Dryopteridaceae. Inga underarter finns listade.